# الهروب (مسلسل تركي)
الهروب (بالتركية: Kaçış)‏  هو مسلسل تركي من بطولة إنجين أكيوريك، إيرم حلواجي أوغلي، ليفينت أولغن، فكرت كوشكان، اراس ايدن وليلى تانلار. عُرض على منصة ديزني+ في 14 يونيو 2022.